# Paweł Gawryjołek
Paweł Gawryjołek (ur. 24 czerwca 1969) – polski koszykarz występujący na pozycji niskiego skrzydłowego.

## Osiągnięcia
Drużynowe
- Mistrz Polski (1995, 1997)
- Finalista Pucharu Polski (1995)
- Awans do najwyższej klasy rozgrywkowej (1993)